# Neobisium tantaleum
Neobisium tantaleum är en spindeldjursart som beskrevs av Beier 1938. Neobisium tantaleum ingår i släktet Neobisium och familjen helplåtklokrypare.

## Underarter
Arten delas in i följande underarter:
- N. t. jablanicae
- N. t. rivale
- N. t. tantaleum